# هاميش واتسون
هاميش واستون (بالإنجليزية: Hamish Watson)‏ (17 أبريل 1993 بلور هوت في نيوزيلندا - ) هو لاعب كرة قدم نيوزلندي في مركز الهجوم. شارك مع منتخب نيوزيلندا تحت 20 سنة لكرة القدم. أما مع النوادي، فقد لعب مع تيم ويلينغتون وغريمسبي تاون ونادي ويلينغتون فينيكس وHawke's Bay United FC ‏ ونادي غاينسبورو ترينيتي وLower Hutt City AFC ‏ وWairarapa United ‏.

## وصلات خارجية
- هاميش واتسون على موقع قاعدة بيانات كرة القدم.إي يو (الإنجليزية)
- هاميش واتسون على موقع Soccerbase.com (لاعب) (الإنجليزية)
- هاميش واتسون على موقع Soccerway.com (الإنجليزية)